# Джефф Денієлс
Джефф Денієлс (англ. Jeff Daniels; 19 лютого 1955) — американський актор.

## Біографія
Джефф Денієлс народився 19 лютого 1955 року в місті Атенс, штат Джорджія, виріс у Челсі штат Мічиган. Мати Марджорі Джей Фергюсон, батько Роберт Лі Деніелс, який володів лісозаготівельною компанією, а також був мером. Навчався в Центральному Мічиганському університеті, але кинув навчання, щоб продовжити акторську кар'єру.

## Кар'єра
У Нью-Йорку вступив у щойно відкритий невеликий театр «Second Stage». Виконав ролі в багатьох театральних постановках і мюзиклах як на Бродвеї, так і за його межами. У кіно дебютував у фільмі «Регтайм» (1981) Мілоша Формана. Джефф Денієлс найбільш відомий за ролями у фільмах «Мова ніжності» (1983), «Пурпурова троянда Каїру» (1985), «Арахнофобія» (1990), «Геттисбург» (1993), «Дурний і ще дурніший» (1994), «Швидкість» (1994), «Кальмар і кит» (2005), «Петля часу» (2012) та телесеріалу «Новини».
Номінувався на премію «Золотий глобус» як найкращій актор у фільмах «Пурпурова троянда Каїру» (1985), «Дика штучка» (1986), «Кальмар і кит» (2005) та серіалі «Новини». Володар премії «Еммі» за роль Віла МакЕвоя в серіалі «Новини», та премії «Сатурн» за роль у фільмі ««Арахнофобія».
Деніелс заснував театральну трупу Purple Rose Theater Company в Челсі. Він також є музикантом і автором пісень, записав два альбоми.

## Особисте життя
У 1979 році одружився зі своєю шкільною подругою Кетлін Розмарі Тридо, у них троє дітей: Бенджамін (1984), Лукас (1987) і Неллі (1990).

## Фільмографія

### Кінофільми
| Рік  |    | Українська назва           | Оригінальна назва               | Роль                          |
| ---- | -- | -------------------------- | ------------------------------- | ----------------------------- |
| 1981 | ф  | Регтайм                    | Ragtime                         | П.С. О'Доннелл                |
| 1983 | ф  | Мова ніжності              | Terms of Endearment             | Флеп Гортон                   |
| 1985 | ф  | Пурпурова троянда Каїру    | The Purple Rose of Cairo        | Том Бакстер / Гіл Шепард      |
| 1985 | ф  | Марі                       | Marie                           | Едді Сіск                     |
| 1986 | ф  | Дика штучка                | Something Wild                  | Чарльз Дріггс                 |
| 1986 | ф  | Ревнощі                    | Heartburn                       | Річард                        |
| 1987 | ф  | Дні радіо                  | Radio Days                      | Біфф Бакстер                  |
| 1988 | ф  | Дім на Керролл-стріт       | The House on Carroll Street     | Кокран                        |
| 1988 | ф  |                            | Sweet Hearts Dance              | Сем Манерс                    |
| 1989 | ф  |                            | Checking Out                    | Рей Маклін                    |
| 1990 | ф  |                            | Welcome Home, Roxy Carmichael   | Дентон Вебб                   |
| 1990 | ф  |                            | Love Hurts                      | Пол Вівер                     |
| 1990 | ф  | Арахнофобія                | Arachnophobia                   | Росс Дженнінгс                |
| 1991 | ф  | Дружина м'ясника           | The Butcher's Wife              | доктор Алекс Тремор           |
| 1991 | ф  | Пейзаж часу                | Timescape                       | Бен Вілсон                    |
| 1992 | ф  | Дощ без грому              | Rain Without Thunder            | Джонатан Гарсон               |
| 1993 | ф  | Геттісберг                 | Gettysburg                      | Джошуа Чемберлен              |
| 1994 | ф  | Швидкість                  | Speed                           | Гаррі Темпл                   |
| 1994 | ф  | Тупий та ще тупіший        | Dumb & Dumber                   | Гаррі Данн                    |
| 1996 | ф  | 2 дні в долині             | 2 Days in the Valley            | Елвін Стрейер                 |
| 1996 | ф  | 101 далматинець            | 101 Dalmatians                  | Роджер                        |
| 1997 | ф  |                            | Trial and Error                 | Чарлі Таттл                   |
| 1998 | ф  | Плезантвіль                | Pleasantville                   | Білл Джонсон                  |
| 1999 | ф  | Мій улюблений марсіанин    | My Favorite Martian             | Тім О'Хара                    |
| 2000 | ф  | Нав'язливий сон            | Chasing Sleep                   | Ед Саксон                     |
| 2001 | ф  |                            | Escanaba in da Moonlight        | Рубен Соді                    |
| 2002 | ф  |                            | Super Sucker                    | Фред Барлов                   |
| 2002 | ф  | Кривава робота             | Blood Work                      | Джаспер «Бадді» Нун           |
| 2002 | ф  | Години                     | The Hours                       | Луїс Вотерс                   |
| 2003 | ф  | Боги та генерали           | Gods and Generals               | підполковник Джошуа Чемберлен |
| 2005 | ф  | Кальмар і кит              | The Squid and the Whale         | Бернард Беркман               |
| 2005 | ф  | Добраніч, та нехай щастить | Good Night, and Good Luck       | Сіг Мікельсон                 |
| 2006 | ф  | Дурдом на колесах          | RV                              | Тревіс Горніке                |
| 2006 | ф  | Погана слава               | Infamous                        | Елвін Дьюї                    |
| 2007 | ф  | На сторожі                 | The Lookout                     | Льюїс                         |
| 2008 | мф | Космомавпи                 | Space Chimps                    | Лорд Зартоґ (голос)           |
| 2008 | ф  |                            | Traitor                         | Картер                        |
| 2009 | ф  | Ігри влади                 | State of Play                   | Джордж Фергус                 |
| 2009 | ф  | Паперова людина            | Paper Man                       | Річард Данн                   |
| 2010 | ф  |                            | Howl                            | професор Девід Кірк           |
| 2012 | ф  | Петля часу                 | Looper                          | Ейб                           |
| 2014 | ф  | Тупий та ще тупіший 2      | Dumb and Dumber To              | Гаррі Данн                    |
| 2015 | ф  | Стів Джобс                 | Steve Jobs                      | Джон Скаллі                   |
| 2015 | ф  | Марсіянин                  | The Martian                     | Тедді Сандерс                 |
| 2016 | ф  | Аллегіант                  | The Divergent Series: Allegiant | Девід                         |
| 2017 | ф  | Шпигунська гра             | The Catcher Was a Spy           | Вільям Джозеф Донован         |
| 2019 | ф  |                            | Guest Artist                    | Джозеф Гарріс                 |
| 2020 | ф  | Адам / Ігри долі           | Adam / Grounded / Quad          | Мікі                          |

### Телебачення
| Рік       |    | Українська назва                  | Оригінальна назва      | Роль                                               |
| --------- | -- | --------------------------------- | ---------------------- | -------------------------------------------------- |
| 1980      | с  |                                   | Hawaii Five-O          | Ніл Форрестер (Епізод: "The Flight of the Jewels") |
| 1980      | тф | Шепіт янголів                     | A Rumor of War         | капелан                                            |
| 1982      | тф |                                   | Catalina C-Lab         | Рік Гатрі                                          |
| 1982      | с  |                                   | American Playhouse     | Джед Дженкінс (Епізод: "The Fifth of July")        |
| 1983      | тф |                                   | An Invasion of Privacy | Френсіс Раян                                       |
| 1989      | тф |                                   | No Place Like Home     | Майк Купер                                         |
| 1991      | с  | Суботнього вечора в прямому ефірі | Saturday Night Live    | гість (Епізод: "Jeff Daniels / Color Me Badd")     |
| 1993      | с  | Фрейзер                           | Frasier                | Даг (Епізод: "Here's Looking at You")              |
| 1995      | с  | Суботнього вечора в прямому ефірі | Saturday Night Live    | гість (Епізод: "Jeff Daniels / Luscious Jackson")  |
| 1995      | тф |                                   | Redwood Curtain        | Лайман Феллерс                                     |
| 2000      | тф |                                   | The Crossing           | Джордж Вашингтон                                   |
| 2012—2014 | с  | Новини                            | The Newsroom           | Віл МакЕвой (25 серій)                             |
| 2017      | с  | Забуті Богом                      | Godless                | Френк Гріффін (7 серій)                            |
| 2018      | с  | Загрозлива вежа                   | The Looming Tower      | Джон О'Ніл (10 серій)                              |
| 2020      | с  | Правило Комі                      | The Comey Rule         | Джеймс Комі (2 серії)                              |
| 2021—2024 | с  | Американська іржа                 | American Rust          | Дель Гарріс (19 серій)                             |
| 2024      | с  | Чоловік у повний зріст            | A Man in Full          | Чарлі Кроукер (6 серій)                            |